# Louis Michel Auguste Thévenet
Pour les articles homonymes, voir Danican et Thévenet.
Ne doit pas être confondu avec Louis Marie Joseph Thévenet.
 (mai 2019).
Si vous disposez d'ouvrages ou d'articles de référence ou si vous connaissez des sites web de qualité traitant du thème abordé ici, merci de compléter l'article en donnant les références utiles à sa vérifiabilité et en les liant à la section « Notes et références ».

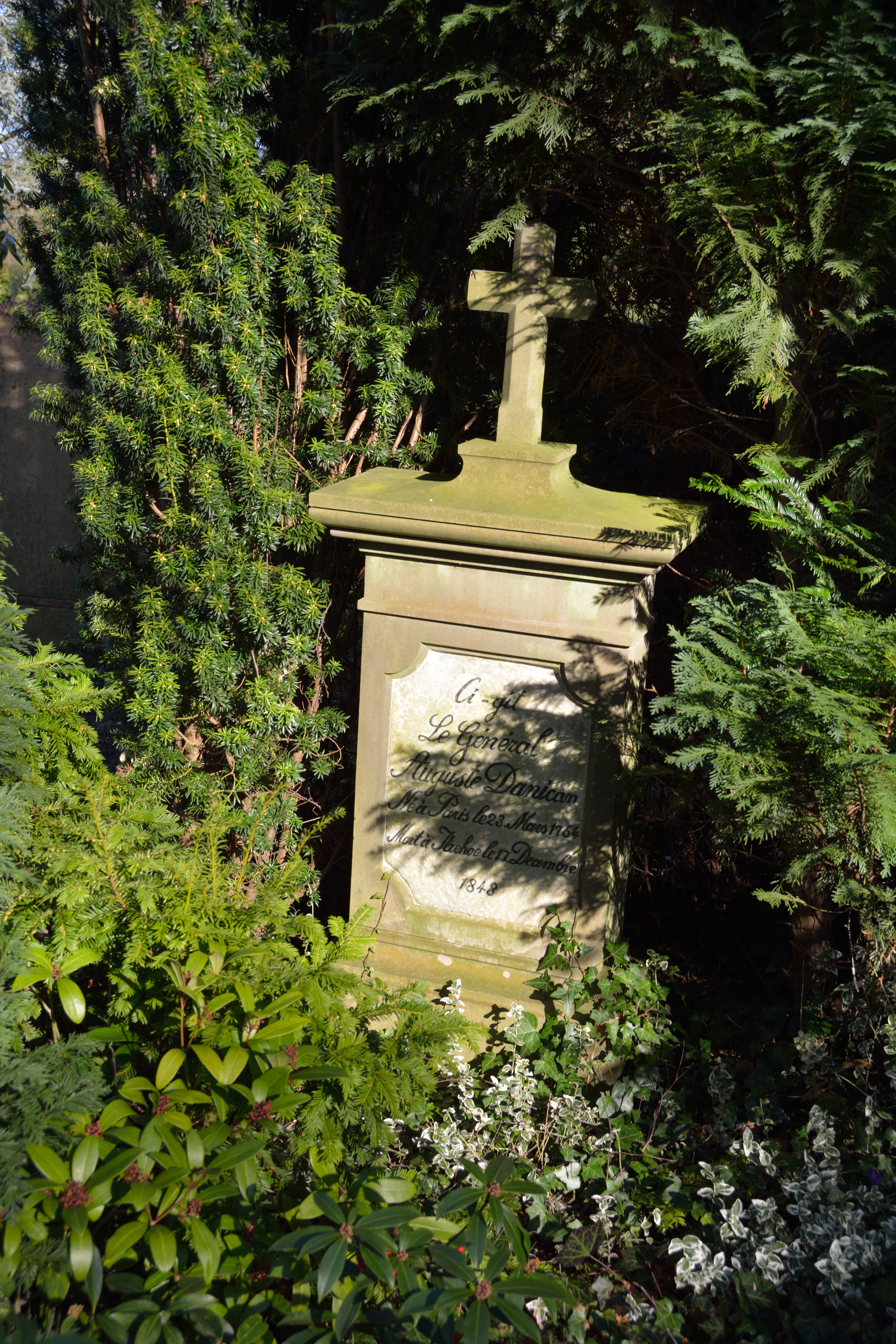
Tombe dans le cimetière d'Itzehoe.

Louis Michel Auguste Thévenet dit Danican, né le 28 mars 1764 à Paris et mort le 17 décembre 1848 à Itzehoe, dans le Holstein, est un général de brigade de la Révolution française.

## Avant la Révolution française
Engagé en 1779 dans la marine, puis en 1787 dans les gendarmes de la reine. 

## Sous la Révolution française
Reformé peu après avec le corps des gendarmes de la reine, Louis Michel Auguste Danican entre dans la garde nationale parisienne le jour du 14 juillet 1789. Chef d'escadron au corps d'éclaireurs de l'armée du Centre en 1792, il est lieutenant-colonel à son arrivée à l'armée du Centre, se bat en Vendée. Il participe à la défaite des troupes républicaines lors de la bataille  de Vihiers le 18 juillet 1793. Il est promu général de brigade à la fin de septembre 1793. Après une déroute des forces républicaines à Entrammes le 26 octobre et son repli sur Angers auquel il prend part les 3 et 4 décembre, il devient suspect. Suspendu de son commandement, il est sauvé par Edmond Louis Alexis Dubois-Crancé qui le fait réintégrer en avril 1794. Il est affecté dans l'Ouest en Bretagne, en Basse-Normandie, dans le Maine.
Après le départ des Vendéens de Laval, il reste dans la Mayenne en qualité de général de brigade. Il est chargé avec la guillotine de mettre à la raison les révoltés du département. Il s'acquitte de cette mission et est le pourvoyeur de la commission Félix.
Il écrit dans le Moniteur, le 22 août 1795 un long réquisitoire contre les généraux de la Révolution, coupables de crimes. Il dénonce à la Convention les généraux républicains qui ont servi avec lui en Vendée pour les atrocités commises. Il démissionne en septembre 1795. 
Lors de l’insurrection royaliste du 13 vendémiaire an IV (5 octobre 1795), il accepte de se mettre à la tête des sections royalistes. Il prend la fuite après la défaite, se rend auprès des princes en Allemagne et devient leur agent. Revenu en cachette à Paris, il échappe de justesse à la police au moment du coup d'État du 18 fructidor an V (4 septembre 1797). Réfugié en Suisse, il dirige des intrigues incessantes et se voit même accusé, sans preuve, d'avoir participé à l’assassinat des plénipotentiaires français à Radstadt.

## Sous le Consulat et le Premier Empire
Passé au Piémont, nommé au nom du roi maréchal de camp par le général Willot en juin 1800, il finit par se retirer en Angleterre.

## Sous la Restauration
Revenu en France à la Restauration, il est éconduit et n'est même pas reconnu dans son grade de général. Il repart pour l'Angleterre puis pour le Holstein où il meurt.